# Orecchio esterno
L'orecchio esterno è una parte dell'orecchio, l'organo dell'udito. Costituito dal padiglione auricolare e dal condotto uditivo esterno, ha la funzione di ricevere l'informazione sonora e di convogliarla verso il timpano, con cui continua.
Riesce ad incrementare il livello della pressione sonora di 10-12 dB per frequenze attorno ai 3000 Hz (corrispondenti al parlato), mentre ha scarso effetto risonatore per frequenze sotto i 1000 Hz e sopra i 7000 Hz.

## Disposizione e rapporti
Essendo formato da padiglione auricolare e condotto uditivo esterno condivide con questi i rapporti con altre strutture. Questo riguarda specialmente il meato uditivo, in quanto il padiglione ha rapporti solo con il meato stesso.
Trae, quindi, rapporti con l'articolazione temporo-mandibolare anteriormente, le celle mastoidee posteriormente, la fossa cranica media superiormente (da cui è separato tramite la parte squamosa dell'osso temporale) e la ghiandola parotide inferiormente.

## Vascolarizzazione ed innervazione
La arterie sono rami della carotide esterna o del suo ramo terminale, l'arteria mascellare.
Le vene affluiscono alla vena temporale superficiale, al plesso venoso periarticolare temporomandibolare e alle vene auricolari posteriori che si gettano nella vena giugulare esterna.
I vasi linfatici, comuni ad entrambe le strutture, formano una rete che fa capo a tre gruppi linfonodali: 
- linfonodi pretragici e parotidei sottofasciali drenano la regione anterosuperiore della faccia laterale del padiglione;
- linfonodi parotidei inferiori drenano la parte inferiore della faccia laterale e parte della faccia mediale;
- linfonodi mastoidei e parotidei inferiori drenano la regione posteriore della faccia laterale e tutta la faccia mediale.

L'innervazione proviene da rami dei nervi mandibolare, vago, trigemino, glossofaringeo, facciale e dal plesso cervicale.

## Struttura
È costituito da padiglione auricolare e condotto uditivo esterno.

### Padiglione auricolare
Il padiglione è una struttura cartilaginea rivestita da cute presente simmetricamente ai lati della testa. Presenta una superficie molto irregolare con la presenza di solchi e depressioni.

### Condotto uditivo esterno
Il condotto uditivo esterno è un canale che si estende in profondità per circa 24 mm. Presenta un andamento non rettilineo ed è formato da una parte laterale cartilaginea e una mediale ossea. In profondità è chiuso dalla membrana timpanica ed è rivestito in tutto il suo decorso da cute.
Ha funzione di amplificazione del suono anche di 10-15 dB alle frequenze comprese tra i 2000–4000 Hz. ma non ha una buona amplificazione per le frequenze gravi comprese tra i 125–500 Hz.

## Derivazione embriologica
Il padiglione auricolare si rende evidente intorno alla VI settimana di gestazione nel feto umano e si sviluppa da sei protuberanze tondeggianti, denominati tubercoli di Hiss, derivanti dal primo e dal secondo arco faringeo. Queste tubercoli evolveranno nelle sottostrutture del padiglione auricolare e gradualmente si spostano verso l'alto e all'indietro per la loro posizione definitiva sulla testa.
Il condotto acustico esterno si forma dall'estremità dorsale del I solco faringeo. Dal solco nasce un diverticolo che si dirige medialmente verso il cavo del timpano primitivo: la parte laterale forma la conca del padiglione, la parte laterale il meato acustico primitivo.